# Fissura orbitalis superior

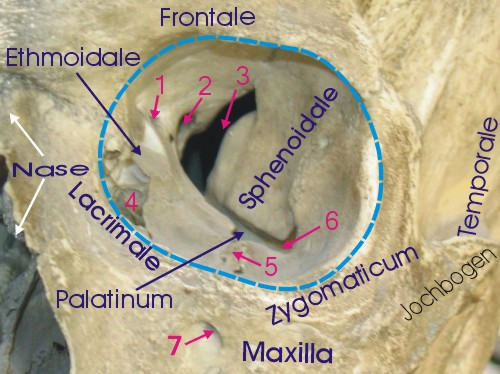
Linke Orbita des Menschen von vorn. 1 Foramen ethmoidale, 2 Canalis opticus, 3 Fissura orbitalis superior, 4 Fossa sacci lacrimalis, 5 Sulcus infraorbitalis, 6 Fissura orbitalis inferior, 7 Foramen infraorbitale.

Die Fissura orbitalis superior ist eine beim erwachsenen Menschen etwa 20 mm lange und bis zu 6 mm breite spaltförmige Öffnung zwischen den beiden Flügeln, Ala major und Ala minor, des menschlichen Keilbeines (Os sphenoidale). Sie verbindet die Augenhöhle (Orbita) mit der mittleren Schädelgrube (Fossa cranii media).
Die Fissura orbitalis superior wird durch den Anulus tendineus communis in obere (laterale), mittlere und untere (mediale) Etage unterteilt und ist der Durchtrittsort folgender Strukturen:
- Vena ophthalmica superior
- Nervus ophthalmicus (V1, erster Hauptast des V. Hirnnervs, Nervus trigeminus) mit seinen Aufzweigungen
  - Nervus frontalis
  - Nervus lacrimalis
  - Nervus nasociliaris
- Nervus trochlearis (IV. Hirnnerv)
- Nervus oculomotorius (III. Hirnnerv)
- Nervus abducens (VI. Hirnnerv)

In der mittleren, vom Anulus tendineus eingefassten Etage – und damit auch intrakonisch – liegen neben dem N. nasociliaris der N. oculomotorius und der N. abducens; dagegen ziehen N. trochlearis sowie N. frontalis und N. lacrimalis durch die obere (laterale) Etage (und bleiben im weiteren Verlauf extrakonisch).
Bei den meisten Nichtprimaten wird die Öffnung zwischen den Keilbeinflügeln als Fissura orbitalis bezeichnet. Bei den Paarhufern verschmilzt sie mit dem Foramen rotundum zum Foramen orbitorotundum. 